# Ulicoten
Ulicoten is een dorp in de Nederlandse gemeente Baarle-Nassau in de provincie Noord-Brabant. Ten zuidwesten van het dorp ligt de 22e enclave van Baarle-Hertog (België), het voormalige Niemandsland.

## Toponymie
Over de herkomst van de naam Ulicoten is men het niet helemaal eens. Het achtervoegsel coten is makkelijk te verklaren. Coten of Koten betekent kleine hoeven, ofwel kleine boerderijtjes. Uli of Ule is moeilijker te verklaren.
Een mogelijke verklaring is dat het afkomstig is van ölle, dat voor moerassig land staat. Een ander verhaal verwijst naar de vele holen van bunzingen in het gebied rondom Ulicoten. Ule zou dan verwijzen naar Ullingen of bunzingen. Een minder voor de hand liggende verklaring zegt dat Uli een verbastering zou zijn van Willi. Een verwijzing naar Sint Willibrord. De naam Ulicoten zou dan Sint-Willibrordboerderijtjes betekenen.

## Geschiedenis
Ulicoten behoorde vanouds tot de baronie van Breda. In een akte van 12 mei 1444 werd Ulicoten reeds vermeld. De bisschop van Luik gaf de bewoners toen toestemming om een kapel op te richten, gewijd aan Onze Lieve Vrouw en de Heilige Antonius. De bewuste kapel, feitelijk een kerkje, was ondergeschikt aan de parochie van Baarle. Er was dus al sprake van een nederzetting met een zekere omvang. Hoewel genoemde datum aanleiding was voor het vieren van een jubileum, bleek de heemkundekring van Poppel een vermelding van Ulencote te hebben ontdekt die teruggaat tot 1340.
De verering van Sint-Bernardus werd voor het eerst vermeld in 1554, en omstreeks 1600 was deze zo belangrijk geworden dat deze heilige als patroonheilige van de kapel werd vermeld.
De kapel in Ulicoten werd op 2 juli 1648 in beslag genomen door de Hervormden en gesloten. De uitoefening van de katholieke eredienst werd verboden. Het beeld ter nagedachtenis van Sint-Bernardus werd op het nippertje gered en ondergebracht in de Sint-Remigiuskerk in Baarle-Hertog. Lange tijd werden kerkdiensten gehouden in particuliere huizen of schuren. Andere opties waren er niet of nauwelijks. Men kon uitwijken naar Baarle om er te kerken in de Sint-Remigiuskerk. Men kon ook naar Meerle gaan, maar zowel Meerle als Baarle waren in die tijd moeilijk bereikbaar door de slecht begaanbare wegen. In 1649 werd het Bernardusbeeld uit de Sint-Remigiuskerk ontvreemd, waarop de Baarlese pastoor in Antwerpen een kopie liet maken om de Bernardusverering -en de daarmee gepaard gaande inkomsten- voor zijn kerk te behouden.
In 1654 werd een kleine grenskerk gebouwd ten westen van Ulicoten, waar op slechts 800 meter afstand van het dorp een uitstulping van de grens tussen het Staats en het Spaans gebied bestond, de Bollekens genaamd. Aldus kon men zijn religieuze plichten vervullen zonder daarvoor grote afstanden te moeten lopen. Hier werd het originele beeld geplaatst, en in 1662 werd van officiële kerkelijke zijde de Bernardusverering aan Ulicoten toegewezen. Toen omstreeks 1798 de kerk in Ulicoten weer aan de katholieken werd teruggegeven, werd het grenskerkje afgebroken. Dit lag namelijk in de Zuidelijke Nederlanden, waar de Fransen een antiklerikaal bewind uitoefenden.
In 1803 werd Ulicoten een zelfstandige parochie. Het behoorde immers tot het Bisdom 's-Hertogenbosch, terwijl Baarle-Hertog tot het Bisdom Antwerpen behoorde.
In 1870 werd het oorspronkelijke kerkje afgebroken, nadat een nieuwe, neogotische kerk werd ingewijd, die ontworpen was door P.J. Soffers. Deze kerk werd op 27 oktober 1944 door oorlogshandelingen verwoest. Tot 1950 moesten de katholieken zich met een noodkerk behelpen, totdat de nieuwe Sint-Bernarduskerk werd ingewijd. De Sint-Bernarduskapel in de Bollekens is na de Tweede Wereldoorlog weer opgebouwd.

### Klooster
In 1909 kwamen drie Ursulinen uit Meerle in Ulicoten aan, en trokken in het Bernardusklooster om het rooms-katholieke onderwijs ter hand te nemen. In 1912 vertrokken ze weer, daar ze voor Nederland geen onderwijsbevoegdheid hadden. In 1913 werden ze opgevolgd door de Dominicanessen. Dezen verlieten Ulicoten in 1952 wegens gebrek aan roepingen. Nu kwamen de Franciscanessen van Dongen. Dezen vertrokken in 1960, waarop in 1962 het klooster werd gesloopt. De zusters hielden zich vooral bezig met het geven van onderwijs aan kleuters en meisjes, en met de ziekenverzorging.

## Bezienswaardigheden
Ulicoten bezit geen rijksmonumenten, wel 17 gemeentelijke monumenten.
- De Sint-Bernarduskerk dateert van 1950. Architecten waren W. Oomen en W.J. Bunnik. De driebeukige basiliek is gebouwd in basilicastijl. De voorgevel heeft twee torens en een lage vieringtoren. De kerk bezit een 15e-eeuws Bernardusbeeld.
- Wegkapelletje uit 1930, in de buurtschap Oude Strumpt.
- Sint-Bernarduskapel, Ulicotense kapel gelegen net over de grens in België

## Bernardusverering
De verering van Bernardus geeft het dorp een grote bekendheid. In 1821 werd te Drunen een Bernardusbroederschap opgericht. Er werden processies georganiseerd waarbij mensen vanuit de verre omtrek ter bedevaart naar Ulicoten kwamen. In 1856 werd echter van hogerhand een processieverbod ingesteld dat "met de sabel in de hand" werd gehandhaafd. Pas in 1939 kreeg de pastoor van Ulicoten ontheffing van dit verbod en op 21 augustus van dat jaar trok men weer in stoet door de Dorpsstraat. Ten gevolge van de liturgische vernieuwingen verdween de georganiseerde bedevaart in 1985. Vanaf 1994 vonden er opnieuw plechtigheden plaats omstreeks 20 augustus.

## Natuur en landschap
Ulicoten ligt te midden van een uitgestrekt landbouwgebied, waarin zich echter ook een aantal bosgebieden bevinden, alsmede een aantal curieuze Belgische enclaves, zoals een stukje weiland van ruim 2800 m2 in De Withagen, dat vanaf 1841 stateloos was, maar in 1995, na bestudering van tal van documenten, bij België werd gevoegd.
De belangrijkste natuurgebieden zijn de Withagen, ten zuidwesten van Ulicoten, en de Hollandse Bossen, ten zuidoosten van deze plaats. Waterlopen, die alle in westelijke richting naar de Mark stromen zijn, van noord naar zuid: Het Groot Vergoor, de Bollekensloop, De Bremer, de Reutse Loop, en Pools Heining.
In de nabijheid, aan de Belgische zijde van de grens, ligt het landgoed Smisselbergen.

## Nabijgelegen kernen
Baarle, Castelré, Chaam, Meer, Meerle.
Dorpen: Baarle (deels) · Castelré · Ulicoten

Buurtschappen: Baarle-Nassau Grens · Boschhoven · Driehuizen · Eikelenbosch · Gorpeind · Groot-Bedaf · 't Groeske · Heesboom · Heikant · Heikant · Het Goordonk · Hoogeind · Huisvennen · Keizershoek · Klein-Bedaf · Liefkenshoek · Loveren · Maaijkant · Nieuwe Strumpt · Nijhoven · Oude Strumpt · Reth · Reuth · Schaluinen · Tommel · Veldbraak · Voske

Noord-Brabant: Steden en dorpen      Nederland: Provincies · Gemeenten